# Kościół Najświętszego Serca Pana Jezusa w Rejowcu
Kościół Najświętszego Serca Pana Jezusa w Rejowcu – rzymskokatolicki kościół parafialny znajdujący się we wsi Rejowiec (województwo wielkopolskie) w powiecie wągrowieckim w gminie Skoki.

## Historia

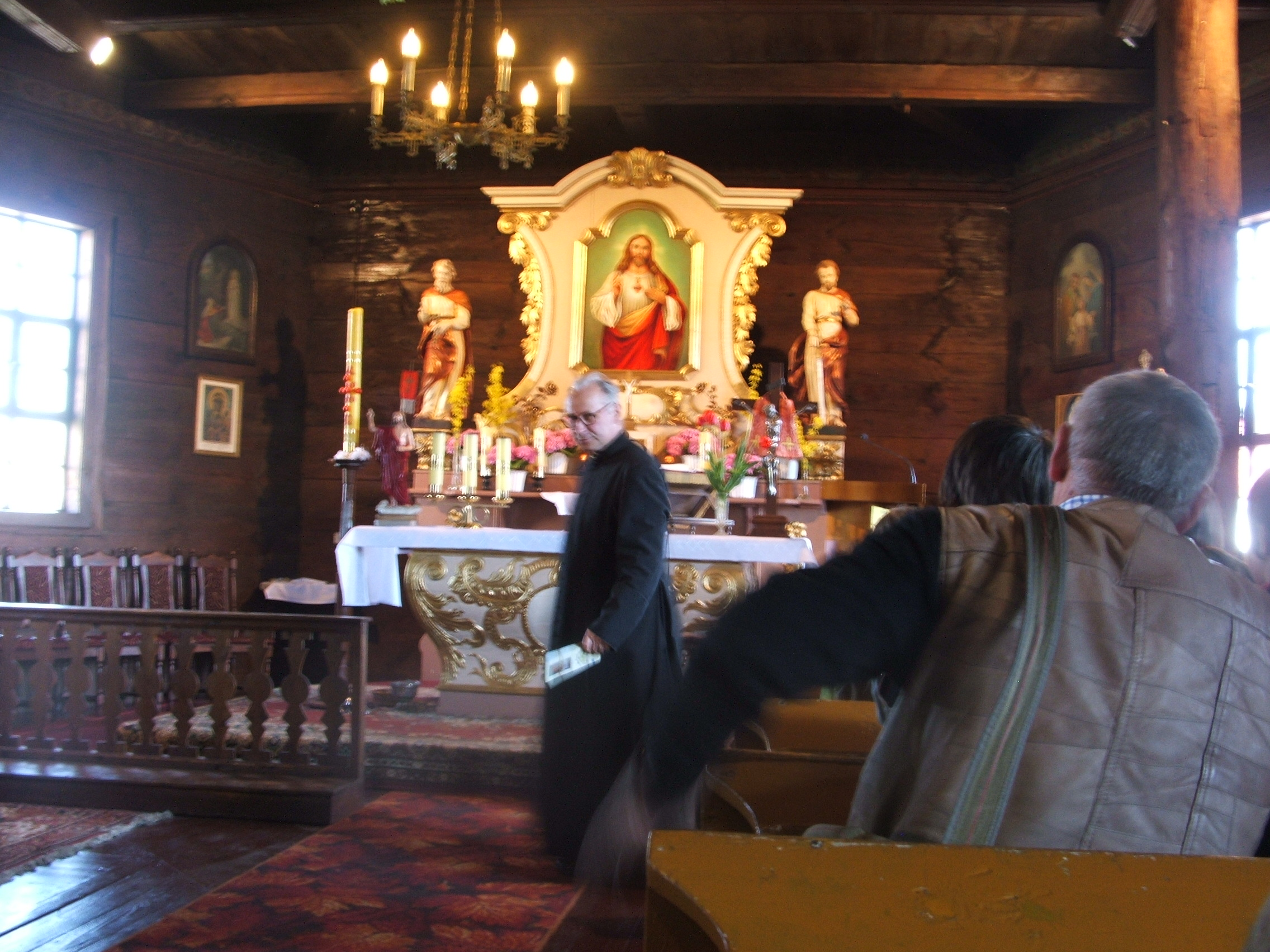
Wnętrze

Świątynia wybudowana w 1626 r. jako kościół ewangelicko-reformowany przez Andrzeja Reja ze Skoków, dyplomaty, wnuka Mikołaja Reja z Nagłowic. W okresie zaborów kościół został włączony w struktury Kościoła Ewangelickiego w Prusach. W 1820 r. przebudowany. Dobudowano wówczas wieżyczkę na sygnaturkę. Przed wybuchem II wojny światowej świątynia należała do parafii Rejowiec (niem. Revier) Ewangelickiego Kościoła Unijnego w Polsce. 17 sierpnia 1947 roku, po przejęciu przez katolików, kościół został konsekrowany jako rzymskokatolicki pod wezwaniem Serca Jezusowego – filialny kościół parafii w Dąbrówce Kościelnej. W latach 1953–1958 gruntownie remontowany. W 1976 r. została utworzona samodzielna parafia.

## Architektura
Jest to budowla orientowana, o konstrukcji zrębowej, oszalowana. Do nawy na planie prostokąta zwężającego się we wschodniej części przylega prostokątne prezbiterium. Dach pokryty dachówkami.
Wnętrze, choć niskie, ma empory typowe dla kościołów ewangelickich, wsparte na masywnych słupach. Strop belkowy.
Przy kościele stoi drewniana dzwonnica, wybudowana w 1820 r., kryta dachem dwuspadowym.

## Wyposażenie
Barokowy ołtarz główny z XVIII w. z obrazem Najświętszego Serca Jezusa, przeniesiony z kolegiaty w Kruszwicy. Po jego bokach figury świętych Piotra i Pawła. W kruchcie zachowało się 13 tabliczek trumiennych polskiej szlachty kalwińskiej z XVII w. malowanych na blasze.